# Werner Gruber

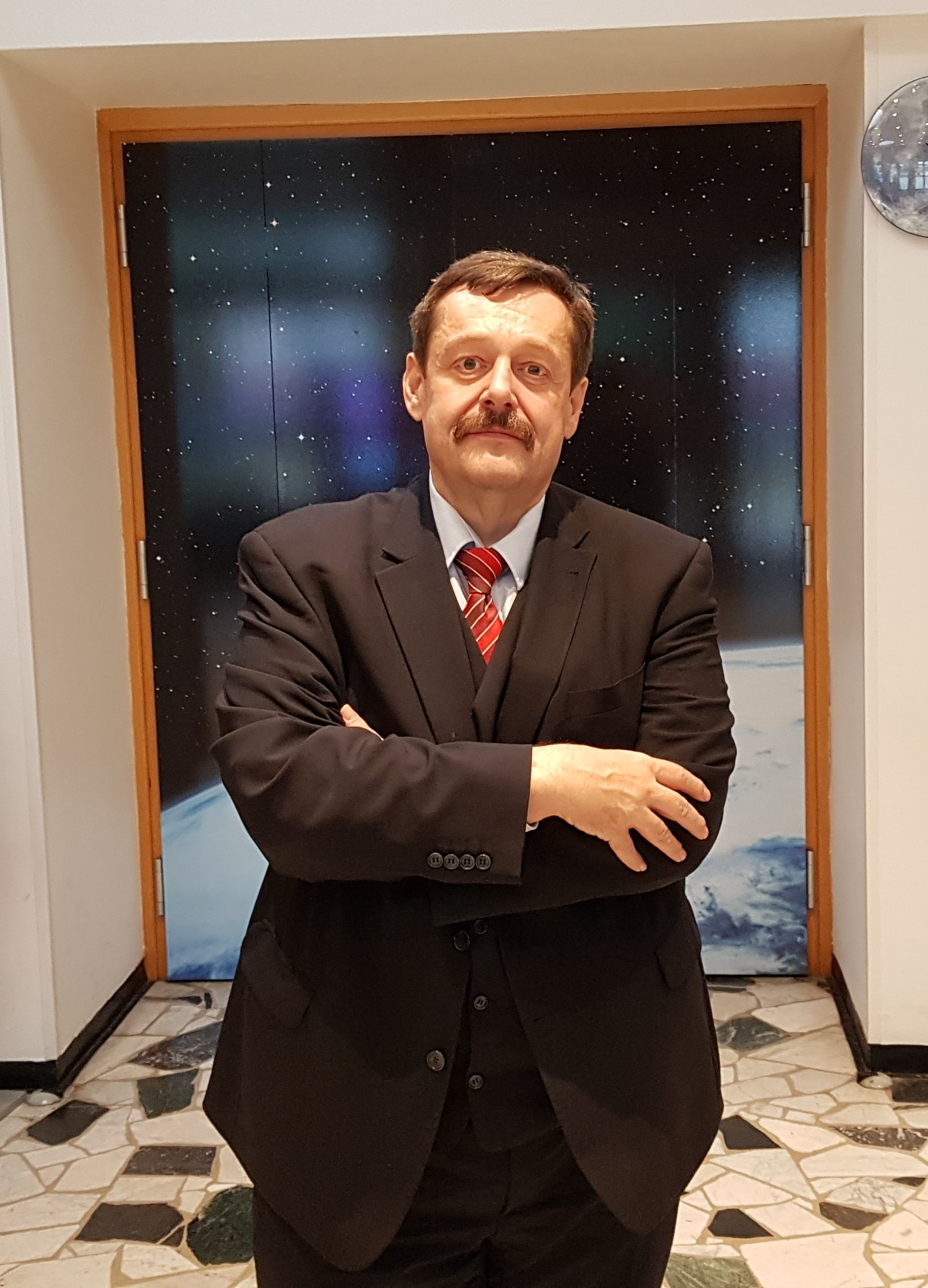
Werner Gruber (November 2018)

Werner Gruber (* 15. März 1970 in Ostermiething, Oberösterreich) ist ein österreichischer Physiker und Autor populärwissenschaftlicher Literatur. Kennzeichnend für Werner Gruber ist die kabarettistische Gestaltung seiner populärwissenschaftlichen Vorträge.

## Leben und Wirken

### Leben und wissenschaftliche Arbeit
Werner Gruber wuchs in Ansfelden, Oberösterreich, auf und schloss 1999 sein Physik-Studium an der Universität Wien als Magister ab. Danach war er wissenschaftlicher Mitarbeiter am Institut für Experimentalphysik der Universität Wien. Von Februar 2013 bis März 2022 leitete Gruber die astronomischen Einrichtungen der Volkshochschulen Wien – das Planetarium Wien, die Kuffner-Sternwarte sowie die Urania-Sternwarte. Während der neunjährigen Tätigkeit von Werner Gruber konnten die Besucherzahlen fast verdoppelt und das Planetarium zu einem der modernsten Planetarien der Welt umgebaut werden. An der Medizinischen Fakultät der Sigmund-Freud-Privatuniversität Wien lehrt er die Einführung in die Physik.
Nach einem Auftritt am 26. September 2015 erlitt Gruber einen Herzstillstand, den er dank prompter Herzmassage durch seinen Kollegen Puntigam und rasch abfolgender Rettungskette überlebte. Daraufhin wurde ihm ein Herzschrittmacher mit Defibrillator und Internetverbindung eingepflanzt. Ein „Sudden death with brain“ zu sein bezeichnete er im Oktober 2015 als großes Glück. Gruber hatte zuvor versucht, Übergewicht abzubauen, um die daraus folgenden Gesundheitsrisiken zu reduzieren. Nach der operativen Ausbildung eines Magen-Bypasses hat er bis November 2015 50 Kilogramm abgenommen.
Werner Gruber ist Mitglied der SPÖ, die er auch in Wahlkämpfen unterstützt.  Im Mai 2021 präsentierte ihn Landeshauptmann Hans Peter Doskozil als Forschungskoordinator und Forschungsbeauftragten des Burgenlandes. Im März 2024 beendete er seine Tätigkeit als Forschungskoordinator.
Seit dem Sommersemester 2024 lehrt Gruber an der Fakultät für Informatik der Universität Wien.

### Populärwissenschaftliche Arbeit
Bekannt wurde Gruber durch populärwissenschaftliche Aufbereitung der Alltagsphysik in Volkshochschulkursen in Wien („Die Naturwissenschaft von Star Trek“, „Die Physik des Papierfliegerbaus“, „Kulinarische Physik“), in Kolumnen und bei Fernsehauftritten. Mit dem theoretischen Physiker Heinz Oberhummer und dem Kabarettisten Martin Puntigam gestaltete und präsentierte er das „Wissenschafts-Kabarett“ Science Busters im Rabenhof Theater in Wien. In diesen Veranstaltungen wurde Naturwissenschaft in unterhaltsamer Weise dargestellt. Die Science Busters präsentierten in dieser Besetzung auch eine wöchentliche Radiokolumne im Jugendradiosender FM4 des ORF. Im Februar 2016 gab Gruber bekannt, aufgrund des Todes von Heinz Oberhummer im November 2015 und aus gesundheitlichen Gründen die Science Busters zu verlassen. Bereits im Jänner hatte er erklärt, kürzertreten zu wollen.
2012 wurde Gruber mit dem Preis der Stadt Wien für Volksbildung ausgezeichnet. 2013 wurde das Buch Gedankenlesen durch Schneckenstreicheln (gemeinsam mit Martin Puntigam und Heinz Oberhummer) als Wissensbuch des Jahres ausgezeichnet.
Über den deutschsprachigen Raum hinweg bekannt wurde Anfang 2010 seine Demonstration der Ineffektivität der „Nacktscanner“, die in der Sicherheitskontrolle auf Flughäfen eingeführt werden sollen, im ZDF. Ende Juli 2015 bestritt Gruber in einem Interview im Kurier einen prägenden menschlichen Einfluss auf den Klimawandel. In einem weiteren Kurier-Interview 2017 relativierte er diese Aussage, gegenüber Global 2000 sagte er: „Ja, auf alle Fälle sind wir die Schuldigen. Dass der Klimawandel nichts Anthropogenes (= Menschliches) an sich hat, ist Blödsinn!“
Zusammen mit dem PM Magazin produzierte er die Videoreihe „Mit Gruber ins Labor“, die auf YouTube veröffentlicht wurde. Dort zeigte er unter anderem, wie man ein Transistorradio baut, Rührei herstellt, ohne es zu kochen (dafür denaturierte er es mit Alkohol). Diese Serie ist mittlerweile depubliziert.
Gemeinsam mit Heinz Oberhummer hat Gruber in zwei Werbevideos der Volkshochschule Wien im Jänner 2015 einen Klingonen dargestellt. In beiden Videos wurde klingonisch gesprochen, um die Vielfältigkeit des Sprachangebots der VHS zu verdeutlichen.
Auf ORF III präsentiert er seit März 2024 die Sendung Werner Grubers Experimentalküche.

## Schriften (Auswahl)
- Flirten mit den Sternen. Ecowin, Elsbethen bei Salzburg 2019, ISBN 978-3-7110-0186-3.
- (mit Heinz Oberhummer und Martin Puntigam): Das Universum ist eine Scheißgegend. Carl Hanser Verlag, 2015, ISBN 978-3-446-44477-5.
- (mit Heinz Oberhummer und Martin Puntigam): Gedankenlesen durch Schneckenstreicheln. Was wir von Tieren über Physik lernen können. Carl Hanser Verlag, 2012, ISBN 978-3-446-43215-4.
- (mit Heinz Oberhummer und Martin Puntigam): Wer nichts weiß, muss alles glauben. Ecowin Verlag, 2010.
- (mit Natascha Riahi und Christian Rupp): Die kleine Sonne auf großer Fahrt. Bildungsverlag EINS, Troisdorf 2010.
- Die Genussformel: Kulinarische Physik Ecowin Verlag, 25. August 2008. ISBN 978-3-902404-59-6.
- Unglaublich einfach. Einfach unglaublich. Physik für jeden Tag. Ecowin Verlag, Salzburg 2006. ISBN 978-3-902404-37-4.
- (mit Natascha Riahi und Christian Rupp): Die Reise der kleinen Sonne. Bildungsverlag EINS, Troisdorf 2006, ISBN 978-3-427-50088-9.
- Hollywood und die Physik, Facultas-Verlag, Wien 2006.
- (mit Christian Rupp): ganz klar: Physik 2 und ganz klar: Physik 3. Jugend und Volk, Wien 2005.
- (mit Christian Rupp): ganz klar: Physik 4, Jugend und Volk, Wien 2006.